# 三原義男
三原義男（みはら よしお、1927年〈大正15年〉4月30日 - ）は、日本の工学者。工学博士（早稲田大学）。元北海道東海大学学長。東海大学名誉教授。広島県出身
早稲田大学理工学部卒業。1962年東海大学工学部電気工学科講師。1964年早稲田大学大学院理工学研究科博士課程中退。その後、同工学部通信工学科助教授。1972年3月早稲田大学にて「異種媒質境界上のスクリーンによる電磁波の回折」で工学博士の学位.を受く。1972年4月東海大学情報デザイン工学部教授。1976年同情報デザイン工学部長。1978年同教務部長。1981年東海大学学長室室長。1987年東海大学学長補佐。1991年北海道東海大学学長。1997年東海大学退職。同名誉教授。

## 研究
専門は電気工学・電子工学。誘電体テープ線路、偏平楕円コア光ファイバーの特性、誘導加温方式における加温特性を研究。

## 著書
清水俊之との共著『マイクロ波工学』（東海大学出版会, 1967年）

## 栄典
- 2001年11月 勲三等旭日中綬章受章[6]

## 注
1. ↑  『北海道人物・人材情報リスト2004 な－わ』（日外アソシエーツ編集発行、2003年12月）2021頁
2. ↑  博論データベース
3. ↑  以上につき『北海道人物・人材情報リスト　2011　に～わ』（日外アソシエーツ、2010年12月）1996頁
4. ↑  『旭川キャンパスの軌跡　1993-2013』（東海大学芸術工学部、2014年2月）9頁
5. ↑  上掲『旭川キャンパスの軌跡』9頁
6. ↑  “秋の叙勲と褒章受章者 理事長、学校長ら多数”.   全私学新聞 (2001年11月13日). 2023年6月20日閲覧。

| スタブアイコン | サブスタブ | この項目は、まだ閲覧者の調べものの参照としては役立たない、人物に関連した書きかけの項目です。この項目を加筆・訂正などしてくださる協力者を求めています（P:人物伝/PJ:人物伝）。 |